# Doctor Who and the Mines of Terror
Doctor Who and the Mines of Terror ist ein Spieleklassiker für Amstrad CPC, BBC Micro und Commodore 64. Das Spiel wurde erstmals 1985 von Micro Power auf dem BBC Micro herausgegeben. Die Versionen für Amstrad CPC und C64 folgten ein Jahr später.

## Spielprinzip
Doctor Who erscheint mit der TARDIS in den Minen des Mondes Rijar. Bei ihm ist die programmierbare Roboter-Katze Splinx, die insbesondere Gegenstände transportieren kann. Die Spielfigur orientiert sich an der sechsten Inkarnation des Serienhelden, der im Film von Colin Baker gespielt wird. Der Master als Gegenspieler des Doktors baut an einer time instant replay unit (TIRU). Ziel des Spiels ist es die dafür nötige Gewinnung von Heatonite zu unterbrechen, gestohlene Pläne für die Time Lords zurückzuerhalten und sicher nach Hause zurückzukehren.
Die Spielansicht hat immer die Spielfigur im Mittelpunkt und der Bildschirm bewegt sich abhängig von der Bewegungsrichtung horizontal, vertikal oder diagonal. Der Spieler kann sich frei bewegen, aber es gibt viele Wege zu sterben: Angriffe der Monster, Angriffe von Robotern, zu tiefes Fallen, erzwungene Regeneration, Mangel an Sauerstoff und Kontakt mit gefährlichem Gestein.
Gegner einschließlich patrouillierender Roboter verkörpern die Daleks, obwohl der Name und das exakte Aussehen aufgrund der Rechte, die beim Schöpfer der Daleks Terry Nation liegen, nicht verwendet wurden.

## Entwicklung und Veröffentlichung
Das Spiel kam auf als Teil des BBC-Micro-Spielehits Castle Quest und wurde zu einem weniger aufwendigen Doctor-Who-Spiel umgewandelt. Weil das Spiel zu groß war um in den üblichen Arbeitsspeicher des BBC Micro zu passen, erhielt es seinen eigenen ROM-Chip, der für das Spiel installiert werden musste und in Verbindung mit der Spiel-Diskette funktionierte. Dies verursachte auch Probleme bei der unveröffentlichten, aber mit Vorschauen und Werbung stark propagierten ZX Spectrum Version, die eine extra Cartridge benötigt hätte.
Die Kosten der Spielentwicklung werden oft genannt als lähmender Faktor für die Firma Micro Power, die kurz nach der Veröffentlichung einging.

## Rezeption
Zzap!64-Kritiker beurteilen das Spiel ähnlich wie Castle Quest. Sie stellten fest, dass das Spiel abgesehen von durchschnittlicher Grafik und schwachem Sound aufgrund des Gameplays eine erfreuliche Neuerscheinung sei. Es erhielt insgesamt 86 Prozent.
Die Zeitschrift ASM gab dem Spiel 4 von 10 Punkte und erklärte das Spiel für zu banal.